# Ocho y media
La Ocho Y Media est un groupe de salsa de 12 musiciens basé à Paris.

## «Salsa punktuelle» «French Sauce Makers»
Qualifiée par Cocazine de gang le plus actif de la scène salsa-ragga-ska parisienne, la Ocho y media produit un répertoire de compositions jubilatoires, un concentré d’énergie positive sur scène, et une réponse enthousiaste du public de tout poil (salseros ou rockers, jeunes ou moins jeunes, danseurs ou non, …).
Avec plus de 400 concerts, 3 albums, Ocho y media ajoute ses propres ingrédients (rock, gnawa, musette, funk ou ska des Balkans) à la salsa, offrant un brassage festif, ouvert à l'humanisme et aux arrangements décapants.
La Ocho y Media, au départ groupe de salsa, se présente maintenant sous l'étiquette French Sauce Makers.

## Historique
La Ocho y media se forme il y a plus de 25 ans autour de musiciens d'origines musicales variées mais qui ont un point commun fort : retrouver l'esprit de la Fania. Durant quelques années, la Ocho y Media écume les petites salles parisiennes avec un répertoire essentiellement constitué de Salsa de Nueva York ...made in Paris. Réputés pour leur énergie, c'est sur scène qu'ils ne tardent pas à se faire un nom dans le petit monde de la salsa parisienne.
Alors que le groupe cherche sa propre identité musicale, certains musiciens quittent le collectif, d'autres arrivent et la formation se stabilise avant d'entrer en studio pour enregistrer le bien nommé « Llego la hora ! ». Avec ses 10 compositions originales et 2 reprises arrangées (Mambo No 8 e Pérez Prado et Otto e Mezzo de Nino Rota, ce premier album jeune et plein de vie donne le ton. Réalisé grâce aux 500 souscriptions du public, ce premier album remarqué se vend à plus de 5000 exemplaires sans aucun budget de promotion.
Beaucoup de chroniques enthousiastes et de passages radios (Radio Nova, radio Latina, France Inter Paris, et autres), des concerts remarqués (festival La Noche à Lille, la clôture du festival Tempo Latino 2005 à Vic-Fezensac) contribuent au développement continu du groupe alors que la Ocho prépare son 2e album.
Peu à peu, les ochoseros ajoutent à leur répertoire des compositions qui représentent mieux leur diversité. Les musiciens commencent à introduire leurs ingrédients favoris punk-rock, ragga-ska, rumba-flamenco, balkans etc.
Alors que le groupe tourne à travers la France, le premier album passe de main en main en Colombie et connaît un succès spontané, devenant un véritable phénomène local à Cali dans les clubs et sur les radios, et même chez les collectionneurs. Le titre « Pesadilla » obtient même le prix du meilleur morceau 2005 !
Eté 2005, l’aventure se poursuit en Bretagne avec l'enregistrement du second album, « Sigue ! » qui sort en février 2006. Cet album marque une évolution du groupe vers une plus grande ouverture musicale avec des textes plus originaux en espagnol, mais aussi en anglais et français.
À partir de décembre 2006 et tout au long de 2007, la Ocho Y Media sera invitée sur de nombreuses scènes étrangères, en Espagne (Barcelone, Madrid, Valence), en Suisse, en Belgique, mais aussi aux États-Unis (Miami, Orlando, New York, Elisabeth-NJ) et au Venezuela (3 concerts dans le cadre d'un festival international de salsa).
En 2008, la Ocho se rend pour la première fois en Colombie, et donne trois concerts à Cali devant un public enthousiaste.
En 2009, la Ocho retourne au Venezuela
Au début de 2013, la Ocho enregistre son troisième album : El Elefante, 10 compositions originales. L'album ne sort officiellement qu'en novembre 2014. Le concert de sortie d'album se déroule à Paris dans la salle de La Flèche d'or le 29 novembre, de nombreux invités sont présents dont le timbalero de Bio Ritmo , Giustino Riccio. Celui - ci avait collaboré avec le groupe pendant l'enregistrement de El Elefante.
Le groupe s'est produit, pour la deuxième fois, sur la scène de la Conga durant le festival Tempo latino 2015..
Le 25 mai 2024 concert des 25 ans du groupe à La Maroquinerie (Paris).
Le 30 avril 2025 Release Party du 4ème album au New Morning (Paris).
Aujourd'hui, Ocho Y Media continue d'aller faire partager sa musique avec le public durant les concerts.

## Les origines du nom «Ocho y media»
Les origines restent un mystère savamment entretenu par les membres du groupe. Néanmoins quelques pistes pour tenter de comprendre
- le groupe à ses débuts, était constitué de 8 musiciens et un Yeti
- « Huit et demi » serait un hommage à Fellini et Nino Rota
- le seul groupe qui peut jouer de la salsa à 8 temps et demi
- un groupe qui fait presque neuf ?
- le 8 mai est le jour où les guerres se terminent :
  - guerre de cent ans (1360)
  - guerre de dévolution (1667)
  - seconde guerre mondiale (1945)
  - guerre civile Irlandaise (2007)

## Discographie
- ¡Llegó la hora ! (album - 12 titres)

Mai 2004 (Sabor Discos – distribution Mosaïc Music)
- Sigue ! (album - 13 titres)

Février 2006 (autoproduit - distribution Mosaïc Music)
- El Elefante (Album - 10 titres)

Novembre 2014
- Quita dolor (Album - 10 titres)

Décembre 2024

## Composition du groupe
- Claudia Berchenko « la Voz » : chant lead
- Bruno Habas "le Canari", chant lead et trompette
- Pauline Bréger « l'enfant du pays » : chant lead, guiro, guïra et maracas
- Thierry Fourot « le Yéti » : piano et aCHOrdéon
- Nicolas Debrie « Dood » : baby-bass, basse électrique et chœurs
- Clara Noll « Pepita » : bongos, campana et cajón
- Philippe Pham Van Tham « Phil » : timbales
- Frédéric Bianquis « Capitán » : congas
- Lambert Combes « Coucou » : Sax baryton et chœurs
- Julien Matrot « Juju » : trompette et chœurs
- Pierre Leblanc-Messager « Cheval Bleu » : trombone et chœurs
- Vincent "Willie" Renaudineau : trombone
- François Renault « Franzus » : sonorisation
- Tuong-Vi Nguyen « TV » : photos, graphisme, lumières